# يوهان كريستيان غوتليب أكرمان
يوهان كريستيان غوتليب أكرمان (بالألمانية: Johann Christian Gottlieb Ackermann)‏ هو كيميائي وطبيب ألماني، ولد في 17 فبراير 1756 في Zeulenroda ‏ في ألمانيا، وتوفي في 9 مارس 1801 في آلتدورف باي نورنبرغ في ألمانيا بسبب سل.